# Pseudimarinae
Pseudimarinae is een onderfamilie van netvleugelige insecten die behoort tot de familie mierenleeuwen (Myrmeleontidae). 

## Taxonomie
Er zijn twee geslachten die verdeeld zijn in geslachtsgroepen (tribus), onderstand een lijst van geslachten en geslachtengroepen.
Onderfamilie Pseudimarinae

- Tribus Palparidiini
  - Geslacht Palparidius
- Tribus Pseudimarini
  - Geslacht Pseudimares